# Verein für Freikirchenforschung
Der Verein für Freikirchenforschung wurde 1990 von Theologen und Historikern verschiedener Freikirchen ins Leben gerufen. Gründungsort war die Westfälische Wilhelms-Universität in Münster.

## Geschichte
Als Initiator der Vereinsgründung gilt der inzwischen verstorbene Münsteraner Universitätsprofessor und ehemalige Direktor des Seminars für Neue Kirchen- und Theologiegeschichte Robert C. Walton. Der Verein hieß zunächst „Verein zur Förderung der Erforschung freikirchlicher Geschichte und Theologie e. V.“ (VEfGT), seit 1993 mit dem Zusatz „an der Universität Münster“ vor dem „e. V.“. 2001 gab sich der Verein den heutigen Namen.
Zum Verein gehören heute Fachleute und Laien aus 27 Landeskirchen, Freikirchen und Gemeinschaften sowie zwölf Nationen. Insgesamt zählt der Verein 180 Einzel- und 21 korporative Mitglieder. Der Verein hat eine eigene wissenschaftliche Bibliothek aufgebaut, deren Bestand sich zunächst in Münster befand und derzeit in der Theologischen Hochschule Friedensau untergebracht ist.

## Arbeit
Zentrum der Vereinsarbeit sind die jährlich im Frühjahr stattfindenden Tagungen (früher gab es jährlich zwei Tagungen, das Frühjahrssymposium und die sogenannte Arbeitstagung im Herbst). Hier werden aktuelle Forschungsergebnisse vorgetragen; im Jahrbuch Freikirchenforschung werden die Vorträge der Tagungen veröffentlicht.
Der Verein bietet sich darüber hinaus als Plattform für Arbeitsgemeinschaften an. Jahrelang geschah praktische Forschungsarbeit in folgenden Arbeitsgemeinschaften:
- AG Geschichte der Freikirchen in Deutschland nach dem Zweiten Weltkrieg. Sie existierte seit 1994 und war bis 2000 hauptsächlich mit der Aufarbeitung der freikirchlichen Geschichte der DDR befasst. Später ging es vor allem um die Gemeinsamkeiten und Unterschiede in den Entwicklungen der einzelnen Freikirchen in beiden deutschen Staaten. Die Leitung dieses Arbeitskreises lag bei Pastor Reinhard Assmann (Berlin). Die Ergebnisse dieser AG sind im Laufe mehrerer Jahre in den Jahrbüchern publiziert worden.
- AG Freikirchen in der einen Christenheit. Sie bestand seit 1999 und bearbeitete den Stand und die Perspektiven eines freikirchlichen Verständnisses von Einheit. Die Leitung hatte Werner Klän (Oberursel) inne.

Diese Arbeitskreise traten im Rahmen der Tagungen zusammen.

## Leitung und Sitz des Vereins
Geleitet wird der Verein von einem vierköpfigen Vorstand. Als 1. Vorsitzender fungiert der baptistische Historiker Andreas Liese, als 2. Vorsitzende Andreas Kohrn. Die Geschäftsführung liegt in den Händen von Sven Brenner (Pastor der Gemeinde Gottes in Deutschland), Schatzmeister ist Detlef Lieberth (Apostolische Gemeinschaft).
Der Verein hat seinen Sitz in Münster, die Geschäftsstelle befindet sich zurzeit in Neulußheim.

## ZeitschriftFreikirchenforschung
Seit 1991 erscheint jährlich das schon genannte Jahrbuch Freikirchenforschung. Die Bände haben Schwerpunktthemen; zumeist werden hier die Vorträge der vorausgehenden Jahrestagung publiziert. Ferner enthalten die Bände insbesondere Jahrgangsbibliographien und Rezensionen sowie ggf. Forschungsberichte und weitere Beiträge. An Mitglieder des Vereins wird die Zeitschrift kostenlos abgegeben.